# Mini World
Mini World – debiutancki album studyjny francuskiej wokalistki Indili wydany przez Capitol Music France w 2014 roku. Wydawnictwo promowały single: „Dernière danse”, „Tourner dans le vide”, „S.O.S”, „Run Run” i „Love Story”.
Płyta dotarła do 1. miejsca na oficjalnej polskiej listy sprzedaży (OLiS). Album uzyskał w Polsce status diamentowej płyty.

## Lista utworów
| Nr  | Tytuł utworu           | Długość |
| --- | ---------------------- | ------- |
| 1.  | „Dernière danse”       | 3:34    |
| 2.  | „Tourner dans le vide” | 4:06    |
| 3.  | „Love Story”           | 5:17    |
| 4.  | „S.O.S.”               | 4:32    |
| 5.  | „Comme un bateau”      | 4:57    |
| 6.  | „Run Run”              | 3:45    |
| 7.  | „Ego”                  | 4:16    |
| 8.  | „Boîte en argent”      | 3:19    |
| 9.  | „Tu ne m'entends pas”  | 3:26    |
| 10. | „Mini World”           | 5:10    |
|     |                        | 42:22   |

### Wersja rozszerzona
Zawiera dodatkowe wersje promowanych utworów:
- 11. "Tourner dans le vide" (orchestral version)
- 12. "Love Story" (orchestral version)
- 13. "S.O.S" (acoustic version)